# Inspektorat Południowy Okręgu Lwów Armii Krajowej
Inspektorat Południowy Okręgu Lwów Armii Krajowej – terenowa struktura Okręgu Lwów Armii Krajowej.

## Organizacja inspektoratu
Inspektorat rozpoczęto organizować na przełomie lipca i sierpnia 1942. W sztabie komendy Inspektoratu był jeden oficer rezerwy – oficer organizacyjny, pełniący obowiązki komendanta, (NN) por. rez. piech. „Podskarbi”, „Stolnik”, oraz jeden podchorąży. Komenda Inspektoratu mieściła się Mikołajowie. W obwodzie Mikołajów organizowano dwa plutony z 6 drużynami, a w obwodzie Bóbrka utworzono zawiązki dziewięciu plutonów z 31 drużynami.
W sierpniu 1943 w trzech obwodach inspektoratu funkcjonowało 12 rejonów, a w nich w 109 punktach organizacyjnych 38 plutonów kadrowych ze 118 drużynami i 2184 żołnierzami. Sztab komendy Inspektoratu liczył 9 osób: trzech oficerów zawodowych – komendant kpt. Anatol Sawicki „Młot”, oraz prawdopodobnie oficer organizacyjny ppor. sł. st. kaw. Bronisław Kawka „Andrzej”) i oficer informacyjny ppor. Jastrzębski „Strzała". 
W październiku było już 2263 ludzi w 30 pełnych plutonach i 11 szkieletowych, a w grudniu 2802 partyzantów w 40 pełnych plutonach i 7 szkieletowych. Brakowało jednak oficerów. Było ich zaledwie 24. Miejscem postoju komendy Inspektoratu znajdowało się formalnie na terenie obwodu Bóbrka, a później w największym polskim skupisku w Starym Siole. Często jednak członkowie sztabu przebywali we Lwowie.

## Działania UPA w inspektoracie
W 1943 na terenie inspektoratu UPA dokonała pierwszych zamachów. Pod koniec września miał miejsce napad na plebanię ks. dr Romana Dacy Ukrywające księdza: jego matka i gospodyni, zostały także zamordowane. W połowie października zastrzelono pod Hanaczowem nauczyciela, ppor. Stanisława Weissa. Przed śmiercią odczytano mu wyroku w imieniu „Samostijnej Ukrainy". W nocy z 2 na 3 lutego nastąpił masowy napad UPA na Hanaczów. W połowie lutego zamordowano dwóch księży rzymskokatolickich – ks. Józefa Kaczorowskiego w Wołkowie i ks. Stanisława Kwiatkowskiego ze Świrza.

## Dowództwo Inspektoratu
- Dowódcy (inspektorzy)

p.o. komendanta por. „Podskarbi”, „Stolnik” (1 sierpnia 1942 – styczeń 1943)
kpt. art. Anatol Sawicki „Młot” (styczeń 1943 – 31 lipca 1944)
- zastępca komendanta – kpt. sł. st. piech. Jan Antonów „Janek”
- referentka WSK – Maria Etterle „Magda”[d]
- oficer informacyjny – ppor. Jastrzębski „Strzała”, potem plut. pchor. piech. Stanisław Krutin „Miku”
- kwatermistrz – kpt. Bosek „Franciszek”.

## Obwody inspektoratu
W 1942
- Obwód Mikołajów Armii Krajowej („18”, „Trepy”)
- Obwód Bóbrka Armii Krajowej („19”, „Kołacz”) – ppor. sł. st. piech, Paweł Jastrzębski „Strzała”[e]
- Obwód Stare Sioło Armii Krajowej

W 1944:
- Obwód Przemyślany Armii Krajowej – kpt. rez. piech. inż. Fryderyk 
  - Rejon Hanaczów
- Obwód Bóbrka Armii Krajowej
- Obwód Siemianówka Armii Krajowej – st. sierż. sł. st. piech. Józef Tuła „Adam”[f]